# Primate city

Landen zonder primate city, zoals Nederland, in het rood, landen mét, zoals België, in het grijs.

Een primate city (Engels voor voornaamste stad) is een stad die qua inwoneraantal en economische, politieke en culturele significantie disproportioneel groter is dan alle andere steden in het land of de regio. De aardrijkskundige Mark Jefferson definieerde een primate city in 1939 als "een stad die minstens twee keer zo groot en meer dan twee keer zo belangrijk is als de tweede stad van het gebied". Vaak (maar niet altijd) is een primate city ook de hoofdstad van een gebied.
Officiële inwoneraantallen kunnen misleidend zijn. Zo hebben de eerste en de tweede stad van de Filipijnen ieder ruim 2 miljoen inwoners wat de indruk wekt dat er geen primate city is. In werkelijkheid maken deze steden, Manilla en Quezon City, deel uit van de agglomeratie Metro Manila, waar bijna 20 miljoen mensen wonen. Een soortgelijk verhaal geldt voor Finland, waar de grootste steden allemaal in de agglomeratie Helsinki liggen. In zekere zin zou men de Randstad eveneens als een Nederlandse primate city kunnen beschouwen.
Het bestaan van een primate city kan wijzen op een scheve centrum-periferieverhouding, omdat het gebied buiten de stad vaak achtergebleven is. Primate cities komen veel voor in ontwikkelingslanden. Een primate city kan ontstaan door historische factoren, zoals strategische ligging in oorlogstijd, of economische factoren, zoals het agglomeratie-effect.
Een typisch voorbeeld van een primate city is de metropoolregio Parijs (11,2 miljoen inwoners), die bijna zeven keer zoveel inwoners heeft als de tweede metropool van Frankrijk, Lyon (1,7 miljoen inwoners).